# Корали Трин Ти
Корали Трин Ти (фр. Coralie Trinh Thi), такође позната као Корали Генгенбах, рођена 11. априла 1976. у Паризу у Француској, француска је списатељица и бивша порнографска глумица и режисерка немачког и вијетнамског порекла.
У индустрију за одрасле ушла је са 19 година. Позната је по својој улози, писању сценарија и режирању филма Кресни ме, који је на DVD-у објављен и у Србији. Ауторка је неколико књига и добитница неколико филмских награда.
Глумила је и у краткометражном филму Sodomites режисера Гаспара Ноеа (фр. Gaspar Noé), који је снимљен као промоција безбедног секса за француске телевизије касних 1990-их година.

## Награде
- за најбољу француску глумицу 1996.
- за најбољу француску глумицу 1996.
- за најбољу европску споредну глумицу 1998.
- почасна награда 2009.[2]

## Филмографија

### као глумица

#### порнографски
-{
- 1995: The Tower 3
- 1995: Insatiables salopes
- 1995: Pornovista
- 1995: Triple X
- 1995: L’Éducation de Coralie
- 1995: Les Fesses
- 1995: Confessions secrètes: Reality Chaud 3 le libertinage
- 1995: Confessions secrètes: Reality Chaud 4 les partouzes
- 1996: Le Désir dans la peau
- 1996: La Princesse et la Pute
- 1996: Chantier interdit au public
- 1996: Voyance sextra-lucide
- 1997: Kama-Sutra
- 1997: Cyberix
- 1997: Paris Chic
- 1997: La Dictatrice
- 1998: La Malédiction du château
- 1998: Une américaine à Paris
- 1998: Sodomites
- 1999: Hotdorix
- 1999: Le Principe du plaisir

}-

#### непорнографски
-{
- 1995: En avoir ou pas
- 1996: Parfait Amour !
- 1997: Exercise of Steel
- 1998: Terror of Prehistoric Bloody Creature from Space
- 1998: Déjà mort
- 1998: Sombre
- 1998: Sodomites
- 2012: Bye bye Blondie

}-

### као режисерка
-{
- 2000 : Baise-moi (Кресни ме) (режирала заједно са Виржини Депaнт).

}-